# Џесика Спрингстин
Џесика Реј Спрингстин (рођена 30. децембра 1991) је америчка јахачица. Ћерка је музичара Бруса Спрингстина и Пети Сијалфе, она је шампионка у препонском јахању која је представљала коњички тим Сједињених Држава на међународном такмичењу и освојила сребрну медаљу у тимским прескакањима на Летњим олимпијским играма 2020. одржаним 2021. у Токију.

## Рани живот
Џесика Реј Спрингстин је рођена 30. децембра 1991. године, као друго дете и једина ћерка музичара Бруса Спрингстина и Пети Сијалфе. Има једног старијег брата, Евана Џејмса Спрингстина (рођеног 1990.) и једног млађег брата, Семјуела Рајана Спрингстина (рођеног 1994.).  Када су она и њена браћа стигли у школу почетком 1990-их, њихови родитељи су напустили Лос Анђелес са њима посебно да би подигли породицу у окружењу без папараца. Породица је поседовала и живела на фарми коња у граду Колтс Нек у Њу Џерсију. Такође су поседовали куће у Лос Анђелесу, као и у Велингтону и Рамсону.
Спрингстин је похађао Rumson Country Dayшколу и Ranney School у Њу Џерсију.  Дипломирала је на Универзитету Дјук 11. маја 2014.  Након што је започела каријеру као јахач у скакању, такође се бавила моделингом и именована је за амбасадора коњаништва за Gucci. 

## Каријера
Спрингстин је јахала од своје четврте године,   са коњима која се држе на фарми Стоун Хил од 300 јутара породице Спрингстин у Колтс Неку.  Први пони је добила када је имала шест година.  Као омладинац у јахању, прво је победила на часовима у пони дивизији, а као тинејџерка је освојила национално првенство 2008. у јахању.  Такође је 2009. освојила титулу Џорџа Х. Мориса за изврсност у коњичком првенству. 

"Након што сте били на толико наступа из године у годину, схватите колико је то тешко и какво је то достигнуће. Такође схватате колико су други јахачи добри и колико је труда уложено у то. Кулминација 13 се своди на 1 минут и 30 секунди. То је тешка лекција у животу. Музичари увек могу поново да је отпевају; јахачи добијају само један ударац."

—Брус Спрингстин
Као одрасла такмичарка, 2011. године се такмичила на свом коњу Ворднадо Ван Ден Хоендрику. У септембру 2012, Питер Чарлс, који је представљао Велику Британију на Летњим олимпијским играма 2012. у коњичким дисциплинама, продао је свог тимског коња Виндикат В, освајача златне медаље, Спрингстиновој. Сама Спрингстин је била алтернативни јахач за Сједињене Државе на Летњим олимпијским играма 2012.